# 条例
条例（じょうれい）とは、法源の一種である。
- 日本の現行法制において、地方公共団体が国の法律とは別に定める自主法。本記事において解説する。

- 日本の旧法制において、地方公共団体の議会が国の法律とは別に定めていた自主法。現行の条例に比べてかなり限定的であり、府県議会においては、府県制中改正法律（昭和4年4月15日法律第55号）による改正後の府県制（明治32年3月16日法律第64号）第4条ノ2が成立するまで、条例制定の権限がなかった。市町村議会においては、市制（明治21年4月25日法律第1号）第31条および町村制（明治21年4月25日法律第1号）第33条により、市町村レベルで制定が認められた。実例としては、市吏員退隱料條例（明治28年8月9日東京市條例第2号）[1]などがある。

- 箇条書き形式の法令（本来の語義）。
  - 大正ごろまでは、国の法令にも条例と名づけることがあった[注釈 1]。最後に国の法令に条例と名づけたものは、将校演習旅行条例（大正12年11月5日軍令陸第8号）である。
  - 航海条例などのように、海外の歴史的過去における国家法をしばしば条例の名を冠して呼ぶことがある。
  - 中華人民共和国における法令の一種で、国務院が定める行政法規並びに地方人民代表大会が定める地方性法規、自治条例及び単行条例がある[2][3]。

## 国内法体系上の位置付け
日本国憲法第94条《地方公共団体は、（中略）法律の範囲内で条例を制定することができる。》を根拠とし、地方自治法の規定に基づき制定される。
すなわち、条例は日本国憲法を頂点とする国内法体系の一部をなすものであり、かつ、法の形式的効力の意味において(単純な上下関係ではないが）、国法(法令)に違反できないものと位置付けられるものである。
条例を定める事については地方自治法第14条により、より具体的に定めがなされているが、この法律の範囲内でしか条例が制定できない事が定められており、これにより法的効力の順位付けについての矛盾・混乱が発生しないようになっている。ただし、国法令に違反するかどうかは、条例の目的や国法令との関係などによって総合的に判断され、法令の規定を上回る条例を違法でないとする判例も多く出されている（徳島市公安条例事件など）。裁判所以外が判断できるものではない。

## 地方自治法の規定

### 制定
条例の制定・改廃の議決は、議会の出席議員の過半数で決定される。ただし地方自治法で特別多数決を規定している場合は、これによる。例えば、事務所の位置を定め又はこれを変更する条例を制定し又は改廃しようするときは、出席議員の3分の2以上の者の同意が必要である（地方自治法4条第1項、以下、同法の条数のみ記載。）
普通地方公共団体の議会の議長は、条例の制定又は改廃の議決があつたときは、その日から3日以内にこれを当該普通地方公共団体の長に送付しなければならない（16条第1項）。
普通地方公共団体の長は、議長より条例の送付を受けた場合において、再議その他の措置を講ずる必要がないと認めるときは、その日から20日以内にこれを公布しなければならない（16条第2項）。
条例は、条例に特別の定があるものを除く外、公布の日から起算して10日を経過した日から、これを施行する（16条第3項）。
直接請求
選挙権を有する者は、政令の定めるところにより、その総数の50分の1以上の者の連署をもつて、その代表者から、普通地方公共団体の長に対し、条例（地方税の賦課徴収並びに分担金、使用料及び手数料の徴収に関するものを除く）の制定又は改廃の直接請求をすることができる（74条）。
請求があつたときは、当該普通地方公共団体の長は、直ちに請求の要旨を公表しなければならない（74条2項）。
普通地方公共団体の長は、直接請求を受理した日から20日以内に議会を招集し、意見を附けてこれを議会に付議し、その結果を同項の代表者に通知するとともに、これを公表しなければならない（74条3項）。
条例の制定又は改廃の請求者の代表者は、条例の制定又は改廃の請求者の署名簿を市町村の選挙管理委員会に提出してこれに署名し印をおした者が選挙人名簿に登録された者であることの証明を求めなければならない（74条の2）。
長の拒否権
制定又は改廃の議決があつたときでも、長が公布せず10日以内に理由を示してこれを再議に付す場合は、議会で改めて2/3以上の賛成を以って再可決しなければ廃案になる（176条第1項）。
首長は再可決された条例案が法律と矛盾すると考えるとき、市区町村の場合は知事に、都道府県の場合は総務大臣に審査を申し立てることができる。審査者が法律との矛盾を認めた場合、条例案を再可決した議決は取り消される。首長または議会は、審査結果に不服がある場合は裁判所に訴えることができる（176条第5・6・7項）。
専決処分
議会が成立しないとき等は、普通地方公共団体の長は、その議決すべき条例を専決処分することができる（179条）。

### 法律と条例の関係
先に述べたとおり条例は法律の範囲内において制定することが日本国憲法に定められており、これに加え14条第1項により、条例は法令に反してはならない。

また、地方公共団体は、法令に違反してその事務を処理してはならない。また、市町村及び特別区は、当該都道府県の条例に違反してその事務を処理してはならない（2条16項）。
- 国の法令が全く規制していない領域 ：条例で任意の規制ができる
- 既に国の法令が規制をしている領域
  - 法令の執行を妨げるとき ：条例による規制はできない
  - 法令の規制とは別目的の規制 ：条例による規制ができる
  - 法令の規制と同一目的の規制
    - 法令が全国一律の均一的な規制をしているとき ：条例による規制はできない
工作物除却命令無効確認（最高裁判例 昭和53年12月21日）
条例において、河川法が適用河川又は準用河川について定めるところ以上に強力な河川管理の定めをすることは、同法に違反し、許されない。
    - 法令が必ずしもその規定によつて全国的に一律に同一内容の規制を施す趣旨ではなく、それぞれの普通地方公共団体において、その地方の実情に応じて、別段の規制を施すことを容認する趣旨であると解されるとき ：条例による規制ができる
徳島市公安条例事件（最高裁判例 昭和50年9月10日）

### 条例で定めることができる罰則
条例により課せられる罰則は、地方自治法14条第3項の規定により、2年以下の拘禁刑、100万円以下の罰金、拘留、科料もしくは没収（以上刑罰）又は5万円以下の過料に制限されている。
刑罰を定めるには、法律の授権が相当程度に具体的であり、限定されていることが必要である（最高裁判例）。
刑罰を盛り込む条例を制定する場合は、事前に検察官（地方検察庁）との協議を行うことが慣例となっている。これは、検察官のみが刑罰の起訴ができる権限がある（刑事訴訟法第247条）ため、協議せずに条例制定をし、条文の不備等で起訴できないことになれば、刑罰を盛り込む意味がなくなってしまうためである。
なお、刑罰とは刑法第9条の罪（上記のうち、過料以外）を意味し、条例で定めることができる罰則のうち、過料のみが刑罰以外(＝検察協議不要)で、地方自治体の長が不利益処分の形で適用できる（地方自治法第149条ほか）。

### 条例で定めるもの
- 都道府県庁・市役所、町村役場の位置（4条)
- 町村総会の設置（94条）
- 定例会の回数（102条）
- 副知事及び副市町村長の定数（161条）
- 職員の定数（172条）
- 地域自治区の設置（202条の4）
- 分担金、使用料、加入金及び手数料に関する事項（228条）
- 公の施設の設置、管理及び廃止（244条の2）
- 知事の事務の市町村への委任(252条の17の2）
- 政令指定都市における総合区の設置委任(252条の20の2)

## 条例の限界

### 国の法令との抵触と要綱への依存
前述のとおり、既に国の法令で規制されている領域においては条例の制定がかなりの程度で制限され、かつ国の法令の規制が及ぶ範囲は相当に広範かつ詳細にわたることから、地方自治体が独自の観点で条例により規制を行うことができる分野は限られたものとなっており、地方行政のいずれの分野においても、その根幹は国政での立法によって規定・規制されている。
また、条例の制定により国の法令との抵触が生じることを回避するため、条例とは異なり法的な位置付けがない要綱を定め、任意の協力を前提とした行政指導を行うことによって行政上の所定の目的を達しようとする手法が、多くの自治体で用いられている。
しかしながら、要綱は何ら法的根拠を伴うものではないことから、それに違反する者に対して強制力を有しておらず、また行政指導に従わない者に対して水道の供給を停止することにより行政指導に事実上の強制力を持たせようとして裁判になった事例において、自治体が敗訴する（最高裁平成元年11月8日第二小法廷決定）など、今日では要綱による行政には一定の限界があることが認識されるに至っている。

### 条例（例）（旧準則）への依拠
現在地方自治体で制定されている条例の多くは、国の法令により委任されている事項を定めたものもあり、またその条例の内容も国や都道府県が参考のために提示した条例（例）（昔で言う準則）あるいはモデル条例と呼ばれる雛形に沿って制定されることが多い。これらは、人員・能力の点から条例制定への対応に困難が伴う自治体にとっては有用である半面、雛形であるがゆえにその内容はニュートラルなものであり、これに依拠する限り個別的な地域のニーズに対応した条例の制定は困難となる側面がある。なお、国等が示す条例（例）（旧準則）には、地方自治体への法的拘束力はない。

### 複数の条例間の対立
上述のとおり、国の法令からのモデル条例が複数制定されると、その自治体の現状を反映しないため、条例間に齟齬が生ずることがある。

### 自治体における意識・体制
実際に生じている課題に対応することがまず求められるという地方自治行政の特性や、そもそも条例自体なくとも行政活動は可能であるとの意識などから、独自の条例制定が活発に行われず、その結果各自治体において条例制定の技術や体制が発達していないとの指摘もある。

### 実効性の確保
前述のとおり条例で規定できる行政罰は2年以下の懲役若しくは禁錮、100万円以下の罰金、拘留、科料若しくは没収に限られており（14条）、また直接強制や課徴金などの強制手段を規定することは現行の地方自治法上認められていないことなどから、条例による規制は法律によるそれと比べて事実上その実効性が弱く、検察当局との連携強化など実務上の運用改善を含め、実効性の確保をいかに図るかが課題である。条例に違反した等の場合に、その事実や氏名等を公表することによって社会的制裁を科することで条例の実効性確保を図る例がある。

## 地方分権改革推進会議での提言
地方分権改革推進会議が平成16年5月に出した「地方公共団体の行財政改革の推進等行政体制の整備についての意見」においては、法令面での地方の権限強化として、以下のとおり提言がなされている。
「地域の実情に応じた行財政運営を実現する観点からは、法令による全国一律の規制の弾力化と条例の機能強化等、法令面での地方の権限を強化するための制度の在り方を検討することが必要である。」
「自治事務については、地方公共団体の自主性を阻害しないよう国の法令は基本的な制度設計にとどめることとし、それ以外の自治事務の処理に必要な事項については個々の法令において条例への授権範囲を大幅に拡大していくべきであり、地方の実情に応じて設定すべき基準等は、地方公共団体が条例で定められるようにすべきである。
さらに、自治事務については、福祉、教育やまちづくり等の主要分野を中心として、個々の法令における条例への授権範囲の拡大に加え、条例に委ねるべき範囲の一般原則・基準を設定して包括的に条例への授権範囲を拡大することや、条例が一定の範囲内で政省令に規定された内容の弾力化を図りうる仕組みづくりといった地方公共団体の立法機能の強化に向けた方策も検討すべきである。その際には、市町村が処理する自治事務に関する都道府県の条例と市町村の条例の関係についても、必要に応じて同様の見地から検討すべきである。なお、これらの検討を行う際は、憲法上の問題を含めた議論が行われるべきである。」

## 地方自治行政における政策法務
地方分権一括法による改正をはじめとする地方分権改革の進展により、地方自治体の条例制定権が一定程度強化されたことに伴い、地方自治体の政策形成及びその実現のための手段として条例制定権（自主立法権）を積極的に活用しようという、いわゆる政策法務が近年注目されている。
従来の自治体における法務は、既存の法令の解釈や争訟事務などが中心であり、政策的観点からの自主立法権の活用という視点が乏しかったことから、政策法務の進展は自治体における法務行政の質的な変化をもたらすものといえる。
今後この政策法務に対する取り組みが進展するためには、制度面として地方分権の推進・強化が必要とされるほか、自治体においては企画力・法的素養について一層の涵養が求められよう。

## 例規集の公開
自治体における条例や規則等の総称を例規と言い、それらをまとめたものを例規集と言う。近年は、データベース化して、ウェブページ上で公開している自治体も多い。

## 主な条例

### 主な条例（一例）
- 位置条例
- 公告式条例
- 情報公開条例
- 名誉市民条例
- 監査委員条例
- 公平委員会設置条例
- 個人情報保護条例
- 地方税条例
- 国民健康保険条例
- 介護保険条例
- 手数料条例
- 行政手続条例
- 公文書管理条例

- 議会議員定数条例
- 消防本部・消防署等設置条例
- 消防団設置条例
- 福祉事務所設置条例
- 迷惑防止条例
- 青少年保護育成条例
- 環境基本条例
- 消費生活条例
- 景観条例
- 政治倫理条例
- 職員倫理条例
- 職員給与条例
- 路上喫煙禁止条例

### 特色ある条例
- 自治基本条例
- 議会基本条例
- 人権条例
- 公安条例
- 公契約条例
- 障害者条例
- 種子条例
- ふぐ条例
- 地球温暖化対策条例
- 横手市雪となかよく暮らす条例
- 中里村雪国はつらつ条例
- 乾杯条例
- みなべ町紀州南高梅使用のおにぎり及び梅干しの普及に関する条例
- 神奈川県公共的施設における受動喫煙防止条例
- 足立区反社会的団体の規制に関する条例
- 教育基本条例
- 渋谷区男女平等及び多様性を尊重する社会を推進する条例
- 香川県ネット・ゲーム依存症対策条例
- 広域行政一元化条例
- 埼玉県エスカレーターの安全な利用の促進に関する条例
- 大きな声で川口が大好きだと叫んでみませんか川口プライド条例
- 山形県笑いで健康づくり推進条例